# اندیس ده درویشان
ده درویشان یک اندیس فلزی است که در حوالی شهر درود استان لرستان قرار دارد و مادهٔ معدنی موجود در آن، مس است.سنگ میزبان این اندیس توف و آهک است و دیرینگی آن به دوران ژوراسیک-ائوسن می‌رسد. 